# Adolfo Samper
Adolfo Samper Bernal (né le 13 mars 1900 à Bogota, décédé le 1er mai 1991) est un caricaturiste, peintre et auteur colombien considéré comme le premier auteur de bande dessinée de ce pays.

## Biographie
Il étudie dans les écoles Ramírez et Araujo, ainsi qu'à l'École des Beaux Arts de Bogota. Il travaille ensuite pour le magazine Universidad, fondé par l'historien Germán Arciniegas, comme collaborateur graphique et administrateur. Il y affine notamment ses techniques de gravure sur bois.
En 1927, il se rend à Paris avec Léon Cano et Luis Benito Ramos et perfectionne ses talents de peintre à l'Académie Colarossi et à l'Académie Julian. Un peu plus tard, sans que cela soit précisément daté, il part pour l'Espagne afin d'étudier à l'école San Fernando. Il quitte le pays en 1929.
Il se marie en 1937 avec Maria Teresa Silvestre.
Il fait partie de la génération qui rompt artistiquement avec les théories du néo-costumbrismo prônée par les maîtres des Beaux-Arts de Bogota et participe à plusieurs expositions. Sa première exposition est datée de 1940. En 1942, devient professeur de dessin, de décors et d'anatomie artistique à la Faculté des Beaux-Arts de l'Université nationale de Colombie, il en est également nommé secrétaire.
Caricaturiste pour divers journaux régionaux et nationaux jusqu'en 1965, il participe une seule fois au Salon de la Caricature, en 1953. Il se consacre ensuite uniquement à l'enseignement, jusqu'à sa retraite en 1977.
Douze ans plus tard, il est redécouvert par la télévision colombienne à l'occasion de l'émission La Fuerza de la Historia (La force de l'Histoire) où il est interrogé pour parler des origines de la bande dessinée en Colombie.
Il décède nonagénaire en 1991, avec le statut de premier auteur de bande dessinée colombien.

## Leshistorietas
Alors qu'il travaille pour le Mundo al día, son chef (Arturo Manrique) lui demande de créer un personnage comique. En discutant, ils décident de s'inspirer de Smitty, comics-strip de Walter Berndt publié dans le Daily News, et créent Mojicón en 1924. Ses aventures, simples, sont publiées de manière constante jusqu'à la fin du journal en 1930. Il s'agit de la première historieta colombienne connue.
Il publie d'autres bandes dessinées, parfois censurées, comme Les Aventures de Bambuco (Années 40), Polin (1948, une seule année), publiés dans El Tiempo. Il crée ensuite Don Amancise, une bande à caractère social et satirique, publiée d'abord dans l'hebdomadaire Sábado puis dans le quotidien El Liberal jusqu'en 1951, date à laquelle il cesse de publier de la bande dessinée.